# Makkai János (újságíró, 1905–1994)
Makkai János (Erzsébetváros, Kis-Küküllő vármegye, 1905. március 6. – Wai’anae, Hawaii, Amerikai Egyesült Államok, 1994. július 3.) magyar újságíró, országgyűlési képviselő.

## Élete
Református vallásban született, mint régi erdélyi nemesi család leszármazottja. Középiskolai tanulmányait szülővárosában, majd a kolozsvári, később pedig a kecskeméti református kollégiumban végezte.
Érettségi után a Magyarság szerkesztőségében kezdte meg szakmai pályafutását hírlapíróként, s már gyakorló újságíróként járta ki a budapesti Pázmány Péter Tudományegyetem államtudományi karát, majd szerzett doktorátust ugyanott. Ezt követően hamar politikai tudósító lett: előbb inkább csak parlamenti tudósításokat írt, később egyre gyakrabban megjelentették publicisztikai cikkeit is.
Időközben a lapja hosszabb időn át párizsi tudósítóként is foglalkoztatta, majd két teljes éven át Berlinben dolgozott. Fiatal újságíró korától több tanulmányutat tett külföldi országokban, később több ízben kormányküldöttségeket kísért tudósítói minőségben. Ő írta az egyik első hazai könyvet a két világháború közti időszak német politikai életéről, Germánia új utakon című műve már fél évvel Hitler uralomra jutása előtt előrevetítette, hogy a nemzetiszocialista mozgalom rövid időn belül átveheti a német birodalom vezetését.
1934 szeptemberében – több társával együtt – elhagyta a Magyarság szerkesztőségét és Milotay István vezetésével részt vett az Új Magyarság megalapításában. Szintén alapítója volt az Esti Újságnak is, utóbbinak előbb egyik főmunkatársa, majd felelős szerkesztője lett. Mindkét lapban gazdag publicisztikai tevékenységet fejtett ki.
Az országos politikai életbe 1935-ban kapcsolódott be, amikor a Nemzeti Egység Pártja színeiben országgyűlési képviselőnek választották a nagykaposi választókerületben; az akkori testület legfiatalabb tagjaként a képviselőház egyik korjegyzője tisztjét is betöltötte. 1939-ben is megerősítette mandátumát – ekkor már a némileg átalakult és névváltáson átesett jelölő szervezete, a Magyar Élet Pártja programjával –, a budapesti III. választókerület lajstromán.
Ő volt Darányi Kálmán miniszterelnöksége alatt a zsidókérdéssel foglalkozó bizottság életre hívója és annak előadója, az első zsidótörvény kezdeményezője, a második zsidótörvénynek pedig ugyancsak parlamenti előadója. Az 1940-es évek elején korábbi nézeteit revideálta, így a német megszállás után a Gestapo le is tartóztatta, a Pestvidéki Törvényszék fogságából Lakatos Géza kormánya idején szabadult. 1947-ben nyugatra emigrált.

## Magánélete
- Felesége Ignácz Rózsa színésznő, műfordító, közös gyermekük Makkai Ádám kétszeres Kossuth-díjas magyar költő, nyelvész, műfordító volt. Unokája, Rebecca_Makkai (1978-) amerikai írónő.

## Művei
- Germánia új utakon (1932)
- A háború utáni Magyarország (1937)
- A zsidótörvény (1939)
- A természetes béke Európában (1940)
- Szép közélet (Politikai szatírák) (1941)
- Urambátyám országa (Középosztályunk illemrendszerének és társadalmi viselkedésének szociográfiája) (1942)
- Politika-Isten rabságában (1943)
- Válság Amerikában
- Tarantella, avagy utazások a pókhálón. Egy pszichoanalízis története verses regény formájában (1986)